# Galerie Josefa Adamce
Galerie Josefa Adamce je galerie působící od roku 2004 v pražském Modrém domě. Je provozována vlastníkem domu, Obcí křesťanů v ČR, v architektonicky cenných zachovalých prostorách ve druhém nadzemním podlaží domu.
Galerie je pojmenována po Josefu Adamci, knězi Obce křesťanů, který v závěru svého života v domě bydlel a roku 1995 v něm zemřel.

## Profil galerie
Programem výstav se galerie zaměřuje zejména na méně známé umělce, jejichž tvorba je ovlivněna křesťanskou spiritualitou. Kromě výstav jsou prostory galerie využívány pro konání rozličných kulturních a vzdělávacích akcí — přednášek, seminářů, kursů, konferencí, koncertů aj. Občas hostí též akce charitativně zaměřených organizací a iniciativ, kursy pro pracovníky v těchto oblastech, konference zabývající se sociální a rozvojovou pomocí a podobné pořady.

## Fotogalerie

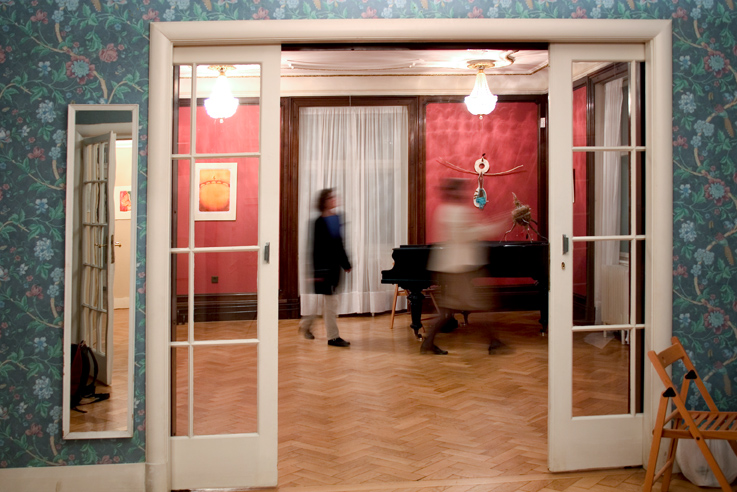
Hlavní výstavní prostory galerie
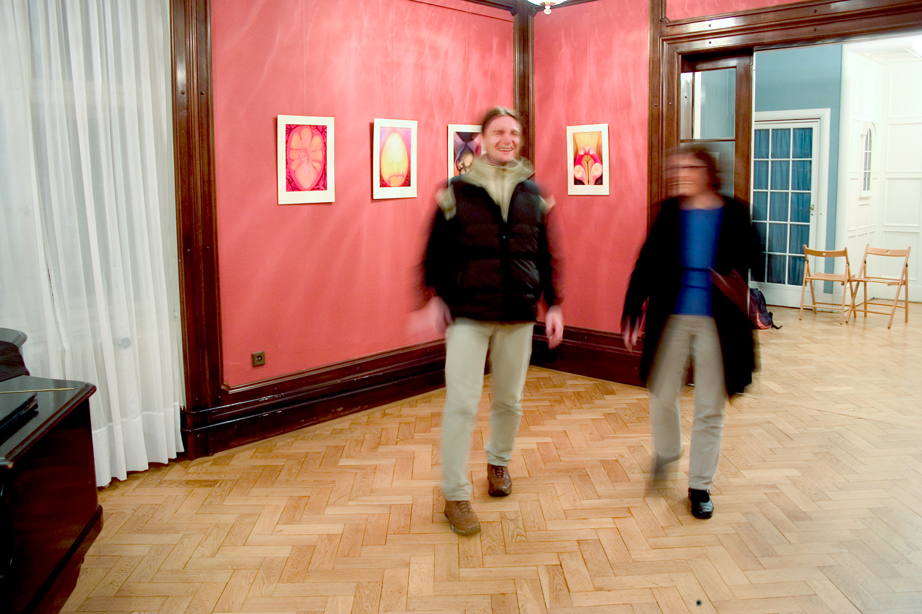
Hlavní výstavní prostory galerie
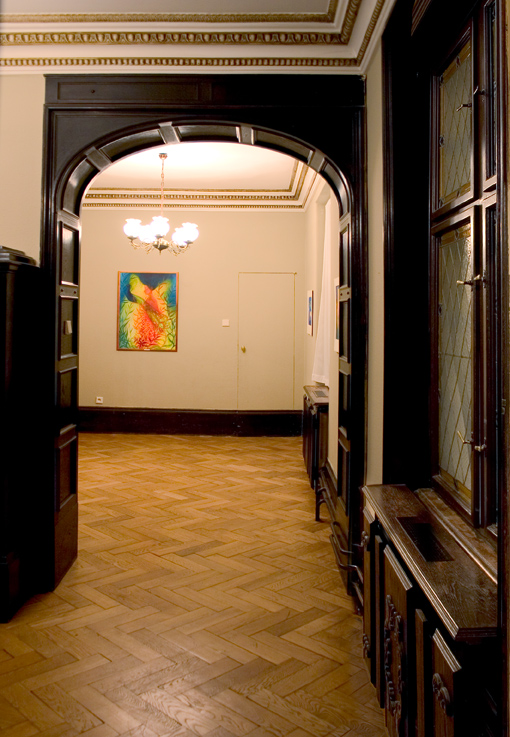
Originální dřevěná obložení stěn
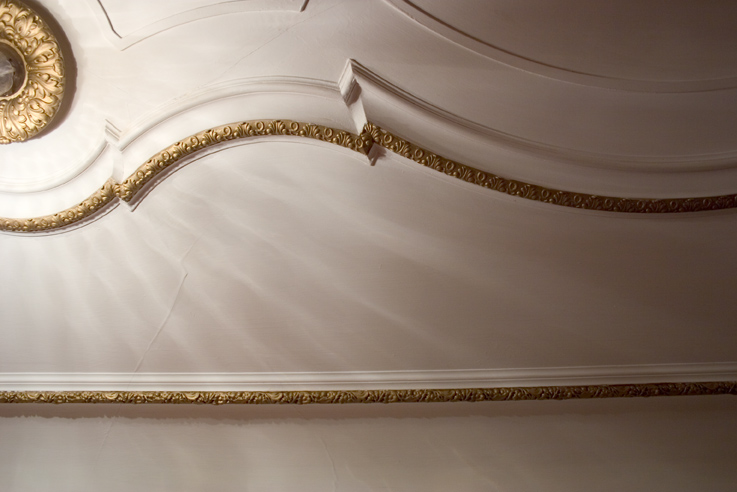
Detail štukového stropu
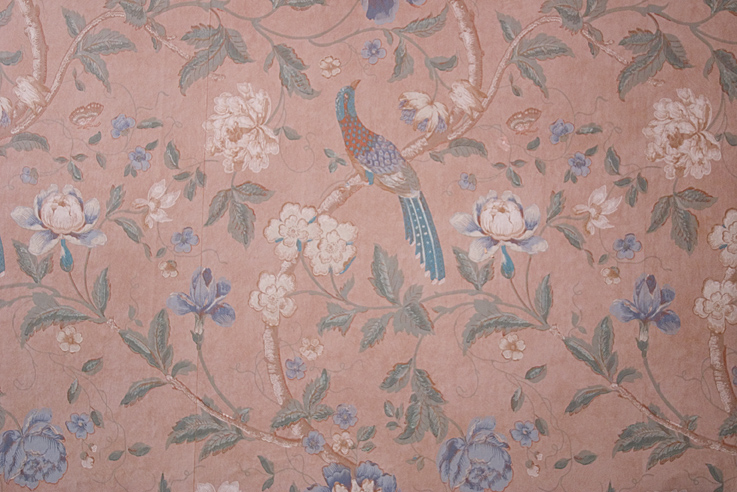
Detail tapety
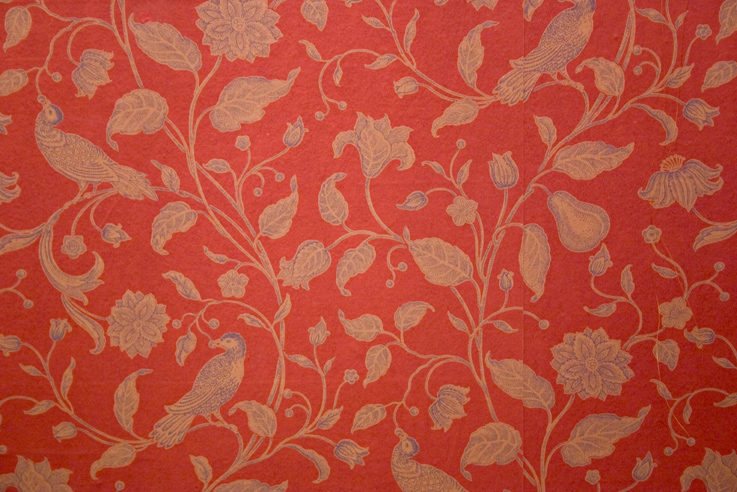
Detail tapety